# Paul van Dyk
Paul van Dyk (pseudoniem van Matthias Paul) (Eisenhüttenstadt, 16 december 1971) is een succesvolle Duitse dj en producer.
Van Dyk groeide op in het oosten van Berlijn. Hij luisterde in zijn jeugd veel naar The Smiths en New Order, bands die hij ontdekte via de destijds in Oost-Berlijn illegale West-Berlijnse radio-omroepen RIAS en SFB. In 1991 begon zijn carrière in een Berlijnse techno-discotheek, Tresor. Samen met Cosmic Baby bracht hij in 1992 zijn allereerste single Perfect Day uit, onder de naam The Visions of Shiva.
In 1998 maakte het brede publiek kennis met Van Dyk toen hij de "E-Werk Club Mix" van het oorspronkelijk in 1994 uitgebrachte For an Angel van zijn debuutalbum 45 RPM uitbracht. Zijn doorbraakalbum is Out There and Back uit 2000, waarop de hitsingles We Are Alive, Another Way en Tell Me Why (The Riddle) staan. Voor het nummer Tell Me Why (The Riddle) zocht hij de samenwerking met de Britse band Saint Etienne. We Are Alive bevat vocals van Jennifer Brown en is een bewerking van haar nummer Alive uit 1999. Andere bekende singles zijn Nothing But You en Time of Our Lives, van het album Reflections uit 2003, dat genomineerd werd voor een Grammy Award voor beste elektronische album. Op het album staan samenwerkingen met onder meer Vega 4, Second Sun en Jan Johnston. Voor Nothing But You samplede Van Dyk het nummer Arctic van het Britse duo Hemstock & Jennings; daarnaast werden op Nothing But You de vocals van Johnston toegevoegd.
Naast het maken van muziek heeft Van Dyk een radioprogramma, Vonyc Sessions. Bij de radio-omroep Fritz presenteerde hij het programma Soundgarden. Verder heeft hij zijn eigen platenlabel, Vandit Records.

## Stijlkenmerken
De muziek van Van Dyk wordt over het algemeen gelabeld als progressive trance, maar Van Dyk houdt zich nooit echt helemaal aan genrehokjes en wisselt tussen genres als trance, hardtrance, house, techno, rave, chill-out en electro. Zijn muziek heeft vaak ook invloeden van pop en rock en heeft soms ook een new age-achtig element. Van Dyk wil zijn muziek zelf eigenlijk niet categoriseren, maar als hij er een naam aan moest geven, zou hij zijn muziek simpelweg "elektronische dansmuziek" noemen.

## Naam
In een interview in 2021 met Christian Lindner (partijvoorzitter van de Duitse politieke partij FDP) geeft Van Dyk aan dat hij begin jaren 90 veel Belgische dansplaten verwerkte in zijn dj-sets en hij mede daarom voor de Belgisch klinkende artiestennaam Paul van Dyk heeft gekozen.

## Politiek
Van Dyk maakt geen geheim van zijn politieke voorkeur. Hij stond bekend als een trouwe aanhanger van de sociaaldemocratische SPD. Zo nu en dan bemoeide hij zich ook met de koers van de partij. In 2008 moest partijleider Kurt Beck het ontgelden en in 2012 was hij betrokken bij een pleidooi voor een nieuw cultuurbeleid in Duitsland. Sinds 2021 is Van Dyk aanhanger van de FDP.

## Ongeluk
In februari 2016 viel hij van het podium tijdens het A State of Trance-festival in  de  Jaarbeurs in Utrecht. Hierbij liep hij een hersenschudding en twee wervelbreuken op. Over deze gebeurtenis en zijn herstel bracht Van Dyk in 2019 een boek uit, Im Leben Bleiben ("In leven blijven").

## Prijzen
In 2004 won Van Dyk samen met Tiësto een TMF Award voor beste dj. Een jaar later werd hij door het vooraanstaande magazine DJmag.com uitgeroepen tot de nummer 1-dj ter wereld, waarmee hij Tiësto opvolgde, die de titel drie jaar opeenvolgend had gewonnen. In 2006 werd Van Dyk door DJmag.com opnieuw tot beste dj ter wereld bekroond.

## Discografie

### Albums
| Album met eventuele hitnotering(en) in de Nederlandse Album Top 100 | Datum van verschijnen | Datum van binnenkomst | Hoogste positie | Aantal weken | Opmerkingen               |
| ------------------------------------------------------------------- | --------------------- | --------------------- | --------------- | ------------ | ------------------------- |
| X-Mix-1: The MFS Trip                                               | 1993                  | -                     |                 |              | dj-mixalbum               |
| 45 RPM                                                              | 05-12-1994            | -                     |                 |              |                           |
| Seven Ways                                                          | 25-11-1996            | -                     |                 |              |                           |
| Perspective: A Collection of Remixes 1992-1997                      | 1997                  | -                     |                 |              | verzamelalbum             |
| Morning. Noon. Night.                                               | 1997                  | -                     |                 |              | verzamelalbum             |
| Vorsprung Dyk Technik: Remixes 92-98                                | 1998                  | -                     |                 |              | verzamelalbum             |
| Paul van Dyk's Nervous Tracks                                       | 1999                  | -                     |                 |              | verzamelalbum             |
| 60 Minute Mix                                                       | 2000                  | -                     |                 |              | dj-mixalbum               |
| Out There and Back                                                  | 06-06-2000            | -                     |                 |              |                           |
| Millennium Megamixes                                                | 30-10-2000            | -                     |                 |              | verzamelalbum             |
| The Politics of Dancing                                             | 23-10-2001            | -                     |                 |              | dj-mixalbum               |
| Global                                                              | 11-02-2003            | -                     |                 |              | verzamelabum / cd & dvd   |
| Return of God!                                                      | 2003                  | -                     |                 |              | dj-mixalbum / voor Mixmag |
| Zurdo: Musica Original de la Pelicula                               | 23-09-2003            | -                     |                 |              | soundtrack                |
| Reflections                                                         | 07-10-2003            | 08-11-2003            | 60              | 3            |                           |
| Mayday                                                              | 2004                  | -                     |                 |              | dj-mixalbum               |
| Vandit: The Sessions Volume 03                                      | 12-07-2004            | -                     |                 |              | dj-mixalbum               |
| The Remixes: 94-04                                                  | 2004                  | -                     |                 |              | verzamelalbum             |
| Re-Reflections                                                      | 2004                  | -                     |                 |              | remixalbum                |
| Perfect Remixes Vol. 2                                              | 03-09-2004            | -                     |                 |              | verzamelalbum             |
| Mixmag Presents Paul van Dyk                                        | 2005                  | -                     |                 |              | dj-mixalbum               |
| The Politics of Dancing 2                                           | 26-07-2005            | -                     |                 |              | dj-mixalbum               |
| World's No.1 DJ 2005                                                | 11-11-2005            | -                     |                 |              | dj-mixalbum / voor DJ Mag |
| 10 Years GMF Berlin Compilation                                     | 02-05-2006            | -                     |                 |              | verzamelalbum             |
| Victory Mix!                                                        | 09-11-2006            | -                     |                 |              | dj-mixalbum               |
| In Between                                                          | 14-08-2007            | 01-09-2007            | 48              | 4            |                           |
| Cream Ibiza                                                         | 17-06-2008            | -                     |                 |              | dj-mixalbum               |
| Hands on In Between                                                 | 24-11-2008            | -                     |                 |              | remixalbum                |
| Volume: The Best of Paul van Dyk                                    | 09-06-2009            | -                     |                 |              | verzamelalbum             |
| Vonyc Sessions 2009                                                 | 15-12-2009            | -                     |                 |              | dj-mixalbum               |
| Paul van Dyk Presents 10 Years Vandit                               | 29-05-2010            | -                     |                 |              | dj-mixalbum               |
| Gatecrasher Anthems                                                 | 20-07-2010            | -                     |                 |              | dj-mixalbum               |
| Vonyc Sessions 2010                                                 | 2010                  | -                     |                 |              | dj-mixalbum               |
| Vonyc Sessions 2011                                                 | 2011                  | -                     |                 |              | dj-mixalbum               |
| Evolution                                                           | 06-04-2012            | 14-04-2012            | 78              | 1            |                           |
| Vonyc Sessions 2012                                                 | 08-12-2012            | -                     |                 |              | dj-mixalbum               |
| (R)Evolution: The Remixes                                           | 2013                  | -                     |                 |              | remixalbum                |
| Vonyc Sessions 2013                                                 | 13-12-2013            | -                     |                 |              | dj-mixalbum               |
| The Politics of Dancing 3                                           | 04-05-2015            | -                     |                 |              | dj-mixalbum               |
| From Then On                                                        | 20-10-2017            | -                     |                 |              |                           |
| Music Rescues Me                                                    | 21-12-2018            | -                     |                 |              |                           |
| Escape Reality                                                      | 17-04-2020            | -                     |                 |              | verzamelalbum             |
| Guiding Light                                                       | 09-10-2020            | -                     |                 |              |                           |
| This World Is Ours                                                  | 02-06-2025            | -                     |                 |              |                           |

### Singles
| Single met eventuele hitnotering(en) in de Nederlandse Top 40 | Datum van verschijnen | Datum van binnenkomst | Hoogste positie | Aantal weken | Opmerkingen                                                                                   |
| ------------------------------------------------------------- | --------------------- | --------------------- | --------------- | ------------ | --------------------------------------------------------------------------------------------- |
| For an Angel                                                  | 1998                  | 17-10-1998            | tip5            | -            | nr. 54 in de Single Top 100 / Dancesmash op Radio 538                                         |
| Another Way / Avenue                                          | 2000                  | 26-02-2000            | 26              | 3            | nr. 61 in de Single Top 100 / Dancesmash op Radio 538                                         |
| Tell Me Why (The Riddle)                                      | 2000                  | -                     |                 |              | met Saint Etienne                                                                             |
| We Are Alive                                                  | 2001                  | 13-01-2001            | 21              | 8            | met Jennifer Brown / nr. 29 in de Single Top 100                                              |
| Nothing But You                                               | 2003                  | 02-08-2003            | 15              | 8            | met Hemstock & Jennings & Jan Johnston / nr. 3 in de Single Top 100 / Dancesmash op Radio 538 |
| Time of Our Lives / Connected                                 | 2003                  | 22-11-2003            | 27              | 4            | met Vega 4 / nr. 64 in de Single Top 100 / Dancesmash op Radio 538                            |
| Crush                                                         | 2004                  | -                     |                 |              | met Second Sun / nr. 89 in de Single Top 100                                                  |
| Wir Sind Wir                                                  | 2004                  | -                     |                 |              | met Peter Heppner                                                                             |
| The Other Side                                                | 2005                  | 24-09-2005            | tip2            | -            | met Wayne Jackson / nr. 40 in de Single Top 100                                               |
| White Lies                                                    | 2007                  | 25-08-2007            | tip7            | -            | met Jessica Sutta                                                                             |
| Let Go                                                        | 2007                  | -                     |                 |              | met Rea Garvey                                                                                |
| For an Angel 2009                                             | 2009                  | 23-05-2009            | tip13           | -            |                                                                                               |
| Home                                                          | 2009                  | -                     |                 |              | met Johnny McDaid                                                                             |
| We Are One                                                    | 12-11-2009            | -                     |                 |              | met Johnny McDaid                                                                             |
| Verano                                                        | 20-02-2012            | -                     |                 |              | met Austin Leeds                                                                              |
| Eternity                                                      | 16-03-2012            | -                     |                 |              | met Adam Young                                                                                |
| The Ocean                                                     | 23-03-2012            | -                     |                 |              | met Arty                                                                                      |
| Everywhere                                                    | 29-03-2012            | -                     |                 |              | met Fieldwork (Johnny McDaid)                                                                 |
| I Don't Deserve You                                           | 25-09-2012            | -                     |                 |              | met Plumb                                                                                     |
| We Are One 2013                                               | 24-06-2013            | -                     |                 |              | met Arnej                                                                                     |
| Come With Me (We Are One)                                     | 08-08-2014            | -                     |                 |              | met Ummet Ozcan                                                                               |
| Only in a Dream                                               | 07-11-2014            | -                     |                 |              | met Jessus, Adham Ashraf & Tricia McTeage                                                     |
| Guardian                                                      | 12-12-2014            | -                     |                 |              | met Aly & Fila & Sue McLaren                                                                  |
| Louder                                                        | 02-03-2015            | -                     |                 |              | met Roger Shah & Daphne Khoo                                                                  |
| What We're Livin For                                          | 24-03-2015            | -                     |                 |              | met Michael Tsukerman & Patrick Droney                                                        |
| For You                                                       | 14-04-2015            | -                     |                 |              | met Genix                                                                                     |
| Lights                                                        | 28-04-2015            | -                     |                 |              | met Sue McLaren                                                                               |
| Together Again                                                | 19-02-2016            | -                     |                 |              | met Sue McLaren & Farhad Mahdavi                                                              |
| Everyone Needs Love                                           | 09-12-2016            | -                     |                 |              | met Ronald van Gelderen, Gaelan & Eric Lumiere                                                |
| Touched by Heaven                                             | 30-03-2017            | -                     |                 |              |                                                                                               |
| Stronger Together                                             | 21-07-2017            | -                     |                 |              | met Pierre Pienaar                                                                            |
| I Am Alive                                                    | 06-10-2017            | -                     |                 |              |                                                                                               |
| Escape Reality Tonight                                        | 15-12-2017            | -                     |                 |              | met Emanuele Braveri & Rebecca Louise Burch                                                   |
| Breaking Dawn                                                 | 23-02-2018            | -                     |                 |              | met Alex M.O.R.P.H.                                                                           |
| Shine Ibiza Anthem 2018                                       | 29-06-2018            | -                     |                 |              |                                                                                               |
| Music Rescues Me                                              | 14-09-2018            | -                     |                 |              | met Plumb                                                                                     |
| Voyager                                                       | 16-11-2018            | -                     |                 |              | met Alex M.O.R.P.H.                                                                           |
| Moments With You                                              | 11-01-2019            | -                     |                 |              | met Rafael Osmo                                                                               |
| Aurora                                                        | 01-02-2019            | -                     |                 |              | met Steve Dekay                                                                               |
| Future Memories                                               | 22-02-2019            | -                     |                 |              | met Saad Ayub                                                                                 |
| Accelerator                                                   | 15-03-2019            | -                     |                 |              | met Jordan Suckley                                                                            |
| Shine Ibiza Anthem 2019                                       | 26-04-2019            | -                     |                 |              | met Alex M.O.R.P.H.                                                                           |
| Galaxy                                                        | 16-09-2019            | -                     |                 |              | met Vini Vici                                                                                 |
| Parallel Dimension                                            | 13-11-2019            | -                     |                 |              | met Elated                                                                                    |
| Duality                                                       | 13-02-2020            | -                     |                 |              |                                                                                               |
| First Contact                                                 | 26-03-2020            | -                     |                 |              | met Kinetica                                                                                  |
| Guiding Light                                                 | 27-07-2020            | -                     |                 |              | met Sue McLaren                                                                               |
| Awakening                                                     | 20-11-2020            | -                     |                 |              | met Will Atkinson                                                                             |
| Wishful Thinking                                              | 26-11-2021            | -                     |                 |              | met Kolonie                                                                                   |
| Shine Ibiza Anthem 2022                                       | 07-07-2022            | -                     |                 |              | met Aly & Fila                                                                                |
| But Not Tonight                                               | 15-07-2022            | -                     |                 |              | met Christian Burns                                                                           |
| Two Rivers                                                    | 29-07-2022            | -                     |                 |              | met Rafael Osmo                                                                               |
| Artefact                                                      | 12-08-2022            | -                     |                 |              | met Fuenka                                                                                    |
| Orbital Decay                                                 | 15-01-2023            | -                     |                 |              |                                                                                               |
| Venture X                                                     | 27-01-2023            | -                     |                 |              | met Weekend Heroes & Christian Schottstaedt                                                   |
| Beautiful Life (Shine Ibiza Anthem 2023)                      | 08-06-2023            | -                     |                 |              | met Marc van Linden & Sue McLaren                                                             |
| Someone Like You                                              | 27-07-2023            | -                     |                 |              | met Ciaran McAuley                                                                            |
| Fragmentation                                                 | 17-08-2023            | -                     |                 |              | met Sean & Dee                                                                                |
| Voltage                                                       | 21-09-2023            | -                     |                 |              | met Jordan Gill                                                                               |
| Ouverture                                                     | 18-01-2024            | -                     |                 |              | met Elevation & Saad Ayub                                                                     |
| Love Is Enough                                                | 05-04-2024            | -                     |                 |              | met Sue McLaren                                                                               |
| Shine Together Now (Shine Ibiza Anthem 2024)                  | 26-07-2024            | -                     |                 |              | met Amos & Riot Night & Matt Noland                                                           |
| Back 2 the FVTR                                               | 27-09-2024            | -                     |                 |              | met The YellowHeads                                                                           |
| Stay                                                          | 22-11-2024            | -                     |                 |              | met Reznor                                                                                    |
| Seven Seas                                                    | 28-02-2025            | -                     |                 |              | met Fuenka                                                                                    |
| Shed Your Light                                               | 14-03-2025            | -                     |                 |              | met Paul Thomas & Ekko                                                                        |
| Power (The Official Nature One Anthem 2025)                   | 11-07-2025            | -                     |                 |              | voor Nature One                                                                               |

| Single met hitnotering(en) in de Vlaamse Ultratop 50 | Datum van verschijnen | Datum van binnenkomst | Hoogste positie | Aantal weken | Opmerkingen |
| ---------------------------------------------------- | --------------------- | --------------------- | --------------- | ------------ | ----------- |
| For an Angel                                         | 1998                  | 07-11-1998            | 45              | 5            |             |
| The Ocean                                            | 2012                  | 25-08-2012            | tip56           | -            | met Arty    |